# Melibe bucephala
Melibe bucephala is een slakkensoort uit de familie van de Tethydidae. De wetenschappelijke naam van de soort is voor het eerst geldig gepubliceerd in 1902 door Bergh.